# Lina Carstens
Lina Carstens (* 6. Dezember 1892 in Wiesbaden; † 22. September 1978 in München) war eine deutsche Film- und Theaterschauspielerin.

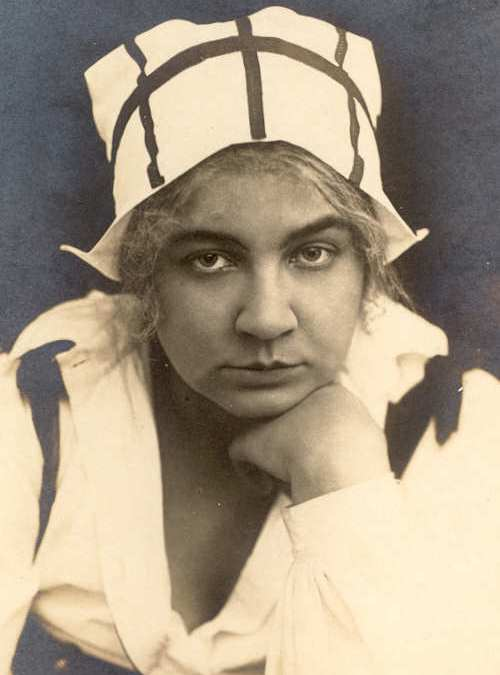
Lina Carstens, Rollenfoto, Leipziger Schauspielhaus

## Leben und Werk
Die Tochter eines Sägewerkbesitzers besuchte eine höhere Mädchenschule und nahm Schauspielunterricht bei Hans Oberländer in Wiesbaden. Carstens begann ihre Karriere als Schauspielerin 1911 am Hoftheater Karlsruhe, wo sie bis 1915 engagiert war. Danach war sie Mitglied bedeutender Theaterensembles, so ab 1915 am Leipziger Schauspielhaus und von 1927 bis 1942 am Städtischen Theater Leipzig, zwischendurch 1919/20 am Deutschen Schauspielhaus in Hamburg. Während ihres Leipziger Engagements trat sie auch in dem 1921 von Hans Reimann gegründeten Leipziger Kabarett Retorte auf. 1926/27 war sie an den Münchner Kammerspielen und von 1937 bis 1944 an der Volksbühne Berlin engagiert. Sie spielte vorwiegend resolute Frauengestalten wie Marthe Rull in Der zerbrochne Krug, Mutter Wolffen in Der Biberpelz und Charis in Amphitryon.
In den 1920er und 1930er Jahren trat Carstens zudem im Hörfunk als Rezitatorin sowie im Rahmen der Radiobühne (aus der sich die eigenständige Literaturgattung des Hörspiels entwickelte; siehe Hans Nüchtern) auf.
Von 1922 an arbeitete Carstens beim Film. Der Regisseur Douglas Sirk (damals Hans Detlef Sierck), zugleich ihr langjähriger Schauspieldirektor in Leipzig, gab ihr von 1935 an verschiedene Hauptrollen. Lina Carstens stand 1944 in der Gottbegnadeten-Liste des Reichsministeriums für Volksaufklärung und Propaganda.
Nach dem Zweiten Weltkrieg setzte sie ihre Karriere als Charakterdarstellerin fort. Am Theater Koblenz spielte sie 1945 die erste Mutter Courage auf einer deutschen Bühne in dem gleichnamigen Stück von Bertolt Brecht. Danach arbeitete sie am Stuttgarter Neuen Theater, wechselte jedoch im März 1949 nach einem Streit um die Aufführung von Fritz Hochwälders Drama Das heilige Experiment zum Bayerischen Staatstheater. Seit 1958 war sie freie Schauspielerin.
Anders als beim Theater spielte sie im Film fast ausschließlich Nebenrollen als souveräne alleinstehende Haushälterin, Zimmerwirtin oder Krankenschwester. In den 1960er und 1970er Jahren arbeitete sie überwiegend für das Fernsehen. So verkörperte sie in dem Abenteuervierteiler Tom Sawyers und Huckleberry Finns Abenteuer, einer Koproduktion von ZDF, französischem und rumänischem Fernsehen von 1968/1969, die Tante Polly. In der ZDF-Fernsehserie Der Bastian spielte sie 1973 an der Seite von Horst Janson und Karin Anselm die Großmutter des Titelhelden. Ihr größter Erfolg wurde 1975 die Titelrolle in Lina Braake oder Die Interessen der Bank können nicht die Interessen sein, die Lina Braake hat. 
Zudem arbeitete Carstens umfangreich als Synchronsprecherin und lieh u. a. Margaret Rutherford (in Blockade in London), Françoise Rosay (in Das Spiel war sein Fluch) und Helene Thimig (in Entscheidung vor Morgengrauen) ihre Stimme.
Seit der Gründung des Südwestfunks 1946 arbeitete sie neben ihrer künstlerischen Tätigkeit auch als Sprecherin für den Sender.
Lina Carstens war nach einer früheren Ehe mit Eugen Ortner von 1941 an bis zu seinem Tod 1970 mit dem Autor Otto Ernst Sutter verheiratet. Sie starb in einem Münchner Krankenhaus und wurde auf der Nordsee seebestattet.

## Ehrungen
- 1939 wurde sie anlässlich des 50. Geburtstages von Adolf Hitler zur Staatsschauspielerin ernannt.[10]
- 1972: Deutscher Filmpreis: Filmband in Gold für langjähriges und hervorragendes Wirken im deutschen Film.
- 1974: Großes Verdienstkreuz der Bundesrepublik Deutschland.
- 1975: Deutscher Filmpreis: Filmband in Gold (Darstellerin) für Lina Braake.

## Filmografie
- 1922: Leidendes Land
- 1924: Der Schönheitswettbewerb (Kurzfilm)
- 1924: Verkrachte Existenzen
- 1935: April, April!
- 1935: Das Mädchen vom Moorhof
- 1937: Zu neuen Ufern
- 1937: Der zerbrochene Krug
- 1937: Tango Notturno
- 1938: Großalarm
- 1938: Heimat
- 1939: Der Vorhang fällt
- 1939: Mann für Mann
- 1940: Der ewige Quell
- 1940: Leidenschaft
- 1940: Kriminalkommissar Eyck
- 1940: Bal paré
- 1940: Meine Tochter tut das nicht
- 1940: Wie konntest Du, Veronika!
- 1940: Für die Katz’
- 1940: Der dunkle Punkt
- 1940: Das leichte Mädchen
- 1942: Ein Windstoß
- 1942: Hochzeit auf Bärenhof
- 1943: Die Jungfern vom Bischofsberg
- 1943: ...und die Musik spielt dazu
- 1944: Der Engel mit dem Saitenspiel
- 1944: Der grüne Salon
- 1949: Der Ruf
- 1951: Dr. Holl
- 1951: Blaubart
- 1952: Ich heiße Niki
- 1952: Die große Versuchung
- 1952: Illusion in Moll
- 1953: Ein Herz spielt falsch
- 1953: Arlette erobert Paris
- 1953: Fanfaren der Ehe
- 1953: Heimlich, still und leise
- 1954: Sauerbruch – Das war mein Leben
- 1954: Feuerwerk
- 1954: Geliebtes Fräulein Doktor
- 1954: Die verschwundene Miniatur
- 1955: Überfahrt (TV)
- 1955: Gestatten, mein Name ist Cox
- 1955: Geliebte Feindin
- 1955: Es geschah am 20. Juli
- 1955: Himmel ohne Sterne
- 1955: Die Heiratskomödie (TV)
- 1956: Das salomonische Frühstück (TV)
- 1956: Zärtliches Geheimnis
- 1956: Der goldene Kranz (TV)
- 1956: Heute heiratet mein Mann
- 1956: Kleines Zelt und große Liebe
- 1957: Bernarda Albas Haus (TV)
- 1958: Das Wirtshaus im Spessart
- 1958: Ich war ihm hörig
- 1958: Ostern (TV)
- 1958: Bäume sterben aufrecht (TV)
- 1958: Eine Rheinfahrt, die ist lustig (Zum goldenen Ochsen)
- 1958: Auferstehung
- 1958: Wir Wunderkinder
- 1958: Der Tod des Handlungsreisenden (TV)
- 1959: Der Engel, der seine Harfe versetzte
- 1959: Arzt ohne Gewissen
- 1959: Ein Mann geht durch die Wand
- 1959: Die Wahrheit über Rosemarie
- 1960: Emilia Galotti (TV)
- 1960: Der Frieden unserer Stadt (TV)
- 1960: Das schwarze Schaf
- 1960: Gustav Adolfs Page
- 1961: Königinnen von Frankreich (TV)
- 1961: So viele Kinder (TV)
- 1962: Liebling, ich muß dich erschießen
- 1962: Er kann’s nicht lassen
- 1963: Der Schattenboxer (TV)
- 1963: Verkündigung (TV)
- 1964: Katharina Knie – Ein Seiltänzerstück (TV)
- 1964: Unsere deutschen Kleinstädter (TV)
- 1965: Der arme Mann Luther (TV)
- 1965: Der Krake (TV)
- 1965: Judith (TV)
- 1965: Abends Kammermusik (TV)
- 1965: Bongo Boy (TV)
- 1965: Antigone (TV)
- 1965: Rückkehr von den Sternen (TV)
- 1967: Phädra (TV)
- 1967: Der Alte (TV)
- 1967: Walther Rathenau – Untersuchung eines Attentats (TV)
- 1968: Tom Sawyers und Huckleberry Finns Abenteuer (TV)
- 1969: Asche des Sieges (TV)
- 1970: Die blinden Ameisen (TV)
- 1970: Die Heirat (TV)
- 1971: Iwanow (TV)
- 1972: Land (TV)
- 1972–1974: Kara Ben Nemsi Effendi (TV-Serie, 3 Folgen)
- 1973: Tod auf der Themse (TV)
- 1973: Die Wohngenossin (TV)
- 1973: Der Bastian (TV-Serie, 13 Folgen)
- 1973: Liebe mit 50 (TV)
- 1974: Der Räuber Hotzenplotz
- 1974: Drei Männer im Schnee
- 1974: Derrick: Waldweg (1. Folge der FS-Serie Derrick)
- 1975: Haus ohne Hüter (TV)
- 1975: Sonderdezernat K1, Folge: Sackgasse
- 1975: Lina Braake oder Die Interessen der Bank können nicht die Interessen sein, die Lina Braake hat
- 1975: Der Kommissar, Folge: Fährt der Zug nach Italien?
- 1975: Berlinger
- 1975: Jedermanns Weihnachtsbaum (TV)
- 1975: Spannagl & Sohn (TV-Serie, 1 Folge)
- 1976: Die Ilse ist weg (TV)
- 1977: Hans und Lene (TV-Serie, 1 Folge)
- 1977: Fairy (TV)
- 1977: Heinrich
- 1977: Eurydike oder Das Mädchen von Nirgendwo (TV)
- 1977: Haus der Frauen (TV)
- 1978: Der Schimmelreiter
- 1978: Friedrich Schachmann wird verwaltet (TV)
- 1978: Wunnigel (TV)

## Hörspiele (Auswahl)
- 1957: Charles Dickens: Die Glocken von London (Dorothy Chickenstalker) – Regie: Hanns Korngiebel (SWF/RIAS Berlin / RB)
- 1961: Georges Simenon: Maigret und der gelbe Hund. Bearbeitung: Gert Westphal. Regie: Heinz-Günter Stamm (Hörspiel – BR)  Der Audio Verlag 2005. ISBN 978-3-89813-390-6.
- 1966: Rolf Schneider: Zwielicht (Sie) – Regie: Otto Kurth (Original-Hörspiel – BR/WDR/HR)
- 1967: Eduard von Keyserling: Abendliche Häuser – Regie: Fritz Schröder-Jahn (Hörspiel – BR)
- 1974: Pierre Frachet: Abélard und Héloise – Regie: Otto Kurth (Kriminalhörspiel – SDR)
- 1975: Ellis Kaut: Meister Eder und sein Pumuckl: Der erste Schnee – Regie: Alexander Malachovsky[11]